# دانييل مكفادين
ولد دانيال ماك فيدن (بالإنجليزية: Daniel L. McFadden) في 29 تموز 1937 في مزرعة ريفية نائية في شمال كارولينا حيث الحياة غير تقليدية بلا كهرباء أو مياه جارية وتمكن من اتمام بالمراسلة في الجبر والهندسة بمساعدة امه سنة 1953. في سن 16 بدأ الدراسة بجامعة مينيسوتا وحصل علي البكالوريوس في الفيزياء مع مرتبة الشرف.
عمل مع جون وينكلير في مختبرات الأشعة الكونية وصمم وصنع تليسكوب الأشعة السينيه وزود بترانزستور حاسوب لتجهيز البيانات والقياس. تعلم الكثير من هذه التجربة والبحث أكثر مما فهمته في ذلك الوقت، وفي عام 1958 شرع في مسار الدراسة التي شملت دورات في علم النفس وعلم الاجتماع والاقتصاد والانتروبولوجيا والعلوم السياسية والرياضيات والإحصاء وكان يعمل باحثا مساعدا للأساتذة وستانلي هال كيلي شاكتر في علم النفس الاجتماعي، وبعد إكمال دكتوراه في عام 1962 ذهب إلى جامعة بيتسبورغ ميلون كزميل بعد الدكتوراه، وبعد سنة انضم إلى كلية في جامعة كاليفورنيا في بيركلي. عمل مع بيتر مآس روى رادنر، دايل جورجينسون، وجيرار ديبرو.
في عام 1977، انتقل إلى كلية الاقتصاد في جامعة ماساتشوستس مع بول سأمويلسون وروبرت سولو، وفرانكو موديغلياني وبوب سولو. في عام 1991 اختار العودة إلى بيركلي لإنشاء مختبر الاقتصاد القياسي، وتحسين المرافق المخصصه للحساب الإحصائي الاقتصادي للطلبات. كان يبحث عن طريقة لتحليل البيانات لدراسة مؤسسيه اتخاذ القرارات السلوك. عملت بها لهي نموذج اقتصادي يستند إلى نظرية الاختيار البديهي السلوك وعمل مع بيتر مآس وموشيه بن اكيفا من جامعة ماساتشوستس والبروفيسور جيمس هيكمان، من جامعة شيكاغو، وشارل مانسكي.
في السنوات الأخيرة ركز على الانحراف عن النظرية الاقتصادية في تجارب أجريت في علم النفس المعرفي الذي داني كانيمان وآموس تفيرسكي، ونتائج التحليل الاقتصادي وتفسير البيانات الاقتصادية. درس طريقة الرد على أسئلة الناس في الدراسات الاقتصادية.
تم تطوير طرق إجراء الدراسات والتجارب على الإنترنت لدراسة هذه المسائل. بدعم من المعهد الوطني للشيخوخة في المعهد الوطني للصحة وقد عملت على تحسين الوضع الاقتصادي للمسنين الأمريكيين والنظر في مسائل مثل كفاية ترتيبات السكن، والتخطيط المالي، والتسليم وتكاليف الخدمات الصحية.

## روابط خارجية
- دانييل مكفادين على موقع الموسوعة البريطانية (الإنجليزية)
- دانييل مكفادين على موقع مونزينجر (الألمانية)
- دانييل مكفادين على موقع إن إن دي بي (الإنجليزية)